# Landkreis Oder-Spree
Landkreis Oder-Spree (lågsorbiska: Wokrejs Odra-Sprjewja) är ett län (Landkreis) i det tyska förbundslandet Brandenburg, beläget mellan Berlin och gränsfloden Oder.  Länet är uppkallat efter de två största floderna i regionen, Oder och Spree.
Landkreis Oder-Spree ligger norr om länen Spree-Neiße och Dahme-Spreewald, söder om länet Märkisch-Oderland och staden Frankfurt an der Oder samt öster om Berlin. I öst utgör statsgränsen till Polen även länets gräns. 
Huvudorten är Beeskow och de största städerna är Fürstenwalde och Eisenhüttenstadt.

## Administrativ indelning
I förvaltningsrättslig mening finns i modern tid ingen skillnad mellan begreppet Stadt (stad) gentemot Gemeinde (kommun). Följande kommuner och städer ligger i Landkreis Oder-Spree.

### Städer och kommuner
Invånarantal för 31 dec 2011 anges inom parentes.
| Amtsfria städer 1. Beeskow (8069) 2. Eisenhüttenstadt (30 390) 3. Erkner (11 613) 4. Friedland (3106) 5. Fürstenwalde/Spree (32 456) 6. Storkow (Mark) (8989) Amtsfria kommuner 1. Grünheide in der Mark (8001) 2. Rietz-Neuendorf (4200) 3. Schöneiche bei Berlin (12 217) 4. Tauche (3853) 5. Woltersdorf (7874) |

Ämter med tillhörande kommuner
(Huvudort *)
| 1. Brieskow-Finkenheerd (7884) 1. Brieskow-Finkenheerd * (2403) 2. Gross Lindow (1801) 3. Vogelsang (774) 4. Wiesenau (1304) 5. Ziltendorf (1602) 2. Neuzelle (6772) 1. Lawitz (618) 2. Neissemünde (1750) 3. Neuzelle * (4404) | 3. Odervorland (5781) 1. Berkenbrück (1018) 2. Briesen (Mark) * (2182) 3. Jacobsdorf (1875) 4. Steinhöfel (4418) 4. Scharmützelsee (8919) 1. Bad Saarow * (5015) 2. Diensdorf-Radlow (562) 3. Langewahl (811) 4. Reichenwalde (1115) 5. Wendisch Rietz (1416) | 5. Schlaubetal (9904) 1. Grunow-Dammendorf (543) 2. Mixdorf (955) 3. Müllrose (stad) * (4445) 4. Ragow-Merz (471) 5. Schlaubetal (1889) 6. Siehdichum (1601) 6. Spreenhagen (8352) 1. Gosen-Neu Zittau (3022) 2. Rauen (1940) 3. Spreenhagen * (3390) |